# Vụ xả súng trường học Risbergska 2025
Vào ngày 4 tháng 2 năm 2025, một vụ xả súng đã xảy ra tại Campus Risbergska, một trung tâm giáo dục người lớn ở Örebro, Thụy Điển. Mười một người đã thiệt mạng, trong đó có cả kẻ phạm tội, và sáu người khác bị thương. Động cơ của vụ tấn công hiện đang được Cơ quan Cảnh sát Thụy Điển và Cơ quan An ninh Thụy Điển điều tra. Sáu người đã được đưa vào bệnh viện, và các nhà chức trách cảnh báo có thể có thêm nạn nhân. Theo Thủ tướng Thụy Điển Ulf Kristersson, đây là vụ xả súng hàng loạt tồi tệ nhất trong lịch sử Thụy Điển.